# Угруповання ЗС Франції у Французькій Гвіані
Угруповання збройних сил Франції у Французькій Гвіані — об'єднане (міжвидове) угруповання військ (сил) розгорнуте на постійній основі на території заморського департаменту Франції Французька Гвіана. Є частиною так званих «сил суверенітету» — контингентів ЗС Франції на території заморських володінь держави. Загальна кількість угруповання — 2100 військовослужбовців та близко 200 осіб цивільного персоналу. Командуючий призначається зазвичай від ВПС, відповідає за територію від Мексики до Гвіани, штаб — у мсті Каєнна.

## Склад угруповання

### Сухопутна компонента
Сухопутна компонента угруповання складається з 3-го піхотного полку Іноземного легіону (штаб — база «Командан-Форже», місто Куру) та 9-го полку МП (місто Каєнна).
3-й полк має чисельність 650 осіб (у тому числі 490 осіб постійного і 160 змінного складу). Дислокований головним чином у східній частині Гвіани на кордоні з Бразилією, у районі Сен-Жорж-де-Луапок і Камопі.
Складається з чотирьох рот:
- рота управління та зв'язку
- двох мотопіхотних рот (постійного складу)
- рота вогневої підтримки (змінного складу)

9-й полк має чисельність близко 700 осіб (210 постійного і 490 змінного складу). Полк діє у західній частині Гвіани у районі ріки Мароні, дислокований у Сен-Жан-дю-Мароні і Марипасула.
Структура полку:
- штаб
- рота управління та зв'язку
- дві мотопіхотні роти
- рота інженерна та матеріально-техничного забезпечення
- резервна рота
- окремий мотопіхотний взвод[1]

### Повітряна компонента
Повітряна компонента дислокована на 367-й базі ВПС Франції «Капитен Франсуа Массе». Основною авіаційною частиною є 68-ма окрема транспортна авіаескадрилья «Антій-Гвіан», дислокована на аеродромі «Кайєн-Матурі» (міжнародний аеропорт «Фелікс Ебує», 14 км південно-західніше Каєнни). 68 ае має у своєму складі три транспортних літака CN-235, пять вертольотів бойового забезпечення SA-330 та чотири AS-550.
На ракетному полігоні Куру знаходиться центр контролю повітряного простору з РЛС ANGD, на горі Мон-Венюс поблизу Сіннамарі розміщена РЛС «Граунд мастер-406».

### Морська компонента
Морська компонента складається з чотирьох кораблів: двох патрульних кораблів (ПК) класу «Конф'янс» («Конф'янс» і «Резолю»), допоміжного судна «Кауанн» та буксиру класу PS4A. Кораблі та судна дислоковані на ВМБ Дегра-де-Кан (Каєнна). На цій же ВМБ та у порту Паріакабо (місто Куру) базуються два ПК морської жандармерії («Маурі» і «Органабо»).

### Інші складові
У Сен-Жан-дю-Мароні дислокований полк адаптованої військової служби.